# Gebirgslandeplatz
Als Gebirgslandeplatz wird in der Schweiz ein unbefestigter Start- und Landeplatz über 1100 m ü. M. bezeichnet. Jede Landung über 1100 m ausserhalb dieser abschliessend genannten Plätze ist zu touristischen Zwecken verboten. Unter einem Gebirgslandeplatz versteht man – im Gegensatz zu Altiports – Plätze in den Alpen ohne jegliche Infrastruktur, auf denen wie auf Flugplätzen gelandet und gestartet werden darf.
Gebirgslandeplätze dienen einerseits zu Ausbildungs- und Übungszwecken, anderseits für Personentransporte zu touristischen Zwecken und zum Heliskiing. Um einen Gebirgslandeplatz nutzen zu dürfen, muss der Pilot eine besondere Ausbildung absolviert und eine entsprechende Prüfung abgelegt haben. Die meisten Gebirgslandeplätze befinden sich auf Gletschern, d. h. sie können ganzjährig nur von mit Skikufen ausgerüsteten Maschinen angeflogen werden und weisen je nach Witterung erschwerte Sichtverhältnisse auf. Je nach Beschaffenheit sind die Landeplätze für Helikopter und/oder Flächenflugzeuge freigegeben.

## Liste der Gebirgslandeplätze
Gemäss dem vom Bundesamt für Zivilluftfahrt herausgegebenen Sachplan Infrastruktur der Luftfahrt gibt es derzeit (Stand: Oktober 2019) folgende 40 Gebirgslandeplätze:
Tabellenerläuterung:

| H  | für Helikopter       | a | Absetzen abseits skitouristischer Infrastruktur |
| F  | für Flächenflugzeuge | b | Absetzen bei skitouristischer Infrastruktur     |
| A  | für Ausbildung       | c | Aufnahmeplatz                                   |
| HS | für Heliskiing       | * | Derzeit unter Vorbehalt.                        |

|                        |        | Eignung | Eignung | Eignung | Eignung | Bezeichnet | Koordinaten | Koordinaten | Höhe     |
| Landestelle            | Kanton | H       | F       | A       | HS      | seit       | X           | Y           | m. ü. M. |
| ---------------------- | ------ | ------- | ------- | ------- | ------- | ---------- | ----------- | ----------- | -------- |
| Aeschhorn              | VS     | X       | X       | X       | a       | 1966       | 621 100     | 101 000     | 3541     |
| Alp Trida              | GR     | X       |         | X       | b       | 1964       | 823 325     | 207 125     | 2267     |
| Alpe Foppa             | TI     | X       |         | X       |         | 1980       | 712 400     | 108 350     | 1527     |
| Alphubel               | VS     | X       | X       | X       | a       | 1964       | 633 775     | 100 050     | 3839     |
| Arolla                 | VS     | X       |         | X       | c       | 1974       | 603 550     | 095 825     | 2000     |
| Arosa                  | GR     | X       |         | X       |         | 1988       | 771 500     | 182 900     | 1619     |
| Bec de Nendaz          | VS     | X       |         | X       |         | 1964       | 587 900     | 112 150     | 2163     |
| Blüemlisalp            | BE     | X       | X       | X       |         | 1964       | 625 460     | 150 860     | 2811     |
| Clariden-Hüfifirn      | UR/GL  | X       | X       | X       |         | 1964       | 710 000     | 186 650     | 2944     |
| Col des Mosses         | VD     | X       |         | X       |         | 1973       | 574 025     | 138 575     | 1441     |
| Crap Sogn Gion         | GR     | X       |         | X       | b       | 1973       | 735 375     | 188 875     | 2235     |
| Croix de Coeur         | VS     | X       | X       | X       | c       | 1964       | 584 200     | 107 800     | 2186     |
| Ebnefluh               | VS     | X       | X       | X       | a       | 1964       | 639 250     | 150 850     | 3853     |
| Fuorcla Chamuotsch     | GR     | X       |         | X       | a       | 1981       | 777 600     | 152 600     | 2922     |
| Fuorcla Grischa        | GR     | X       |         | X       | b       | 1981       | 780 250     | 154 250     | 2963     |
| Glacier de Breney      | VS     | X       | X       | X       | a       | 1964       | 600 400     | 092 950     | 3646     |
| Glacier de Tsanfleuron | VS     | X       | X       | X       | b       | 1964       | 583 300     | 129 200     | 2849     |
| Glacier du Trient      | VS     | X       | X       | X       | a       | 1964       | 569 000     | 092 900     | 3225     |
| Glärnischfirn          | GL     | X       | X       | X       |         | 1966       | 718 000     | 207 000     | 2516     |
| Grimentz               | VS     | X       |         | X       | c       | 1973       | 610 300     | 113 550     | 1575     |
| Gstellihorn            | BE/VS  | X       |         | X       | a       | 1966       | 586 380     | 132 620     | 2749     |
| Jungfraujoch           | VS     | X       | X       | X       |         | 1964       | 642 300     | 155 300     | 3458     |
| Kanderfirn             | BE     | X       | X       | X       | a       | 1964       | 629 920     | 148 350     | 2895     |
| Langgletscher          | VS     | X       | X       | X       | c       | 1964       | 637 200     | 144 800     | 2356     |
| Limmerenfirn           | GL     | X       | X       | X       |         | 1966       | 716 700     | 185 520     | 2972     |
| Madrisahorn            | GR     | X       |         | X       | b       | 1964       | 784 800     | 200 725     | 2696     |
| Monte Rosa             | VS     | X       | X       | X       | a       | 1964       | 632 000     | 087 800     | 4094     |
| Petersgrat             | BE/VS  | X       | X       | X       | a       | 1964       | 629 700     | 146 300     | 3134     |
| Petit-Combin           | VS     | X       | X       | X       | a       | 1964       | 586 625     | 092 500     | 3648     |
| Rosa Blanche           | VS     | X       | X       | X       | a       | 1964       | 593 500     | 101 050     | 3299     |
| Staldenhorn            | BE     | X       |         | X       | a       | 1966       | 584 750     | 141 800     | 1973     |
| Susten Steingletscher  | BE     | X       |         | X       | c       | 1973       | 675 420     | 176 025     | 1846     |
| Sustenlimmi            | BE     | X       | X       | X       | a       | 1972       | 675 575     | 171 425     | 3175     |
| Theodulgletscher       | VS     | X       | X       | X       | b       | 1964       | 621 050     | 087 000     | 3450     |
| Unterrothorn           | VS     | X       |         | X       | b       | 1973       | 627 800     | 096 625     | 3087     |
| Vadret dal Corvatsch   | GR     | X       | X       | X       | b       | 1981       | 783 375     | 143 575     | 3246     |
| Vadret Pers            | GR     |         | X       |         |         | 1973       | 792 850     | 141 525     | 3088     |
| Vorabgletscher         | GR/GL  | X       | X       | X       | b       | 1964       | 730 600     | 193 350     | 2967     |
| Vordere Walig          | BE     | X       |         | X       | a       | 1966       | 584 800     | 138 000     | 2044     |
| Wildhorn               | VS     | X       | X       | X       | a       | 1964       | 594 000     | 133 675     | 3243     |